# Zala Kadu
Zala Kadu is een bestuurslaag in het regentschap West-Soemba van de provincie Oost-Nusa Tenggara, Indonesië. Zala Kadu telt 1635 inwoners (volkstelling 2010).